# Institut d’Estudis Catalans

Logo Institut für katalanische Studien

Das Institut d’Estudis Catalans (IEC; deutsch „Institut für katalanische Studien“) ist ein akademisch-wissenschaftliche Gesellschaft zur Erforschung aller Aspekte der katalanischen Sprache und Kultur in den katalanischen Ländern mit Sitz in Barcelona.

## Gründung
Auf dem ersten Kongress für katalanische Sprache im Jahr 1906 fasste man die Gründung einer solchen wissenschaftlichen Institution ins Auge. Am 18. Juni 1907 wurde dieser Plan durch den Präsidenten der Provinz Barcelona, Enric Prat de la Riba in die Tat umgesetzt und das Institut d’Estudis Catalans gegründet. Spezialisten der Geschichtswissenschaft, der Literaturwissenschaft, der Archäologie, der Kunst- und Rechtsgeschichte wurden in diese Forschungen einbezogen. Antoni Rubió i Lluch wurde zum ersten Präsidenten und Josep Pijoan zum ersten Sekretär des Institutes gewählt. 1911 wurde die wissenschaftliche Basis des Instituts um die Bereiche Katalanische Sprache, Naturwissenschaften, Philosophie, Ethik und Politikwissenschaft verbreitert. Ab diesem Zeitpunkt firmierte der ursprüngliche Kern unter dem Namen „Secció Històrico-Archeològica de l’Institut d’Estudis Catalans“ (Historisch-Archäologische Sektion des Instituts für katalanische Studien). Die beiden anderen Sektionen nannten sich „Institut de la Llengua Catalana“ („Secció Filològica“, Institut für katalanische Sprache) und „Institut de Ciències“ („Secció de Ciències“, Institut für Naturwissenschaften) jeweils mit dem Zusatz „de l’Institut d’Estudis Catalans“. Diese doppelte Institutsbenamung wurde später zugunsten der in Klammern genannten Sektions-Bezeichnung aufgegeben, um die Einheit des gesamten Institutes mit all seinen Sektionen besser repräsentieren zu können. 1968 wurde die „Secció Filosofia i Ciènces Socials“ (Philosophische und Sozialwissenschaftliche Sektion) als Ausgliederung des ehemaligen Bereiches Philosophie, Recht und Wirtschaft neu gegründet. Die Anzahl der wissenschaftlichen Mitglieder entwickelte sich von ursprünglich acht im Jahr 1907, über 21 im Jahr 1911 (7 Mitglieder pro Sektion) auf 28 im Jahr 1968. Das IEC wird in allen katalanischen Ländern (Katalonien, Balearen, Valencia, Andorra) als sprachlich normgebende Institution anerkannt.

## Forschungsgeschichte
Seit der Gründung sammelte das Institut repräsentative Studienmaterialien für die katalanische Sprache und Kultur und erstellte darauf aufbauend einen Plan für die Erforschung der dokumentierten Objekte. So begann man beispielsweise ab 1907 systematisch die romanischen Kunstwerke (Kirchen, Fresken, Altarbilder) im Pyrenäenraum zu katalogisieren und zu erforschen. 1913 richtete man die lexikografischen Abteilungen ein. Ein Jahr später wurden auf Arbeiten dieser lexikografischen Abteilungen aufbauend erstmals orthografische und grammatische Normen (Letztere aufbauend auf Pompeu Fabras Werk Gramática de la lengua catalana) für die katalanische Sprache veröffentlicht. Mit diesem Projekt fand die „sprachliche Anarchie“ in den katalanischen Ländern ihr Ende. Man begann, ein Wörterbuch und eine normative Grammatik der katalanischen Sprache zu entwickeln. 1914 gründete das IEC die „Biblioteca de Catalunya“, eine außerordentlich reichhaltige, wissenschaftliche Bibliothek, die unter dem mehrfach besetzen Patronat von Mitgliedern des IECs, der Provinz und der Stadt Barcelona und von Förderern geleitet wird. 1915 rief man den Wettbewerb „Cartell de Premis“ zur Förderung der wissenschaftlichen Arbeit ins Leben.
Das IEC unterbreitete viele Dienstleistungen zur Förderung der Forschung. So unterhielt es Labors und Seminare zur Forschung, die den besten Forschungsakademien in Europa vergleichbar waren. Der „Servei d’Excavations“ (Ausgrabungdienst) unterstützte zahlreiche archäologische Ausgrabungsprojekte, deren Ergebnisse heute im Archäologischen Museum von Katalonien bestaunt werden können. Der „Servei de Conservació de Catalogació de Monuments“ (Denkmalschutz) unterstützte die Erhaltung und Wiederherstellung historischer Gebäude. Die „Oficines Lexicogràfiques“ (Sprachbüro) und das „Oficina de Toponímia i Onomàstica“ (Toponomastische und onomastische Dienstleistungen) boten Unterstützung in sprachorientierten Forschungsprojekten an.
Ab 1913 wurden mehrere Tochterorganisationen gegründet, darunter die „Societat de Biologia de Barcelona“ (1912) und die „Societat Catalana de Filosofia“ (1923), die der Rekrutierung des wissenschaftlichen Nachwuchses dienten. Im Jahr 1985 wurde zusammen mit dem Kulturministerium der katalanischen Regierung das sogenannte TERMCAT gegründet, eine Institution, die die Neologismen der katalanischen Sprache in den sich rasant entwickelnden Neuen Technologien z. B. der Informations- und Biowissenschaften bearbeitet und normiert.

## Tochterorganisationen des IEC
Das IEC verfügt zurzeit über folgende Tochterorganisationen:
| - Amics de l’Art Romànic (Freunde der Romanischen Kunst) - Associació Catalana de Ciències de l’Alimentació (Gesellschaft zur Ernährungswissenschaft) - Associació Catalana de Sociologia (Soziologische Gesellschaft) - Institució Catalana d’Estudis Agraris (Institut zum Studium der Agrarwissenschaften) - Institució Catalana d’Història Natural (Institut für Naturgeschichte) - Societat Catalana d’Economia (Gesellschaft für Wirtschaftsstudien) - Societat Catalana d’Estudis Clàssics (Gesellschaft für klassische Studien) - Societat Catalana d’Estudis Hebraics (Gesellschaft für hebräische Studien) - Societat Catalana d’Estudis Històrics (Gesellschaft für historische Studien) - Societat Catalana d’Estudis Jurídics (Gesellschaft für juristische Studien) - Societat Catalana d’Estudis Litúrgics (Gesellschaft für liturgische Studien) - Societat Catalana d’Estudis Numismàtics (Gesellschaft für numismatische Studien) - Societat Catalana d’Història de la Ciència i de la Tècnica (Gesellschaft für Wissenschafts- und Technikgeschichte) |  | - Societat Catalana d’Ordenació del Territori (Gesellschaft für Flurbereinigung) - Societat Catalana de Biologia (Gesellschaft für Biologie) - Societat Catalana de Comunicació (Gesellschaft für Kommunikation) - Societat Catalana de Filosofia (Gesellschaft für Philosophie) - Societat Catalana de Física (Gesellschaft für Physik) - Societat Catalana de Geografia (Gesellschaft für Geografie) - Societat Catalana de Llengua i Literatura (Gesellschaft für Sprache und Literatur) - Societat Catalana de Matemàtiques (Gesellschaft für Mathematik) - Societat Catalana de Musicologia (Gesellschaft für Musikwissenschaft) - Societat Catalana de Pedagogia (Gesellschaft für Pädagogik) - Societat Catalana de Química (Gesellschaft für Chemie) - Societat Catalana de Tecnologia (Gesellschaft für Technologie) - Societat d’Història de l’Educació dels Països de Llengua Catalana (Gesellschaft für die Geschichte der Erziehung in den katalanischen Ländern) |

## Veröffentlichungen des IEC
Seit seiner Gründung gab das Institut zahlreiche Veröffentlichungen in folgenden Reihen heraus:
1. Annuari de Institut d’Estudis Catalans (Jahrbücher des IEC)
2. Les Pintures Murals Catalanes (Katalanische Fresken und Wandmalereien)
3. Estudis de Bibliografia Lul·liana (Bibliografische Studien zu Ramon Llull)
4. Memòries de la Secció Històrco-Arqueològica (Berichte der historisch-archäologischen Sektion)
5. Croniques Catalanes (Katalanische Chroniken)
6. La Catalunya carolíngia (Das karolingische Katalonien)
7. Butlletí de Dialectologia Catalana (Bulletin der katalanischen Dialektkunde)
8. Memòries de la Secció Filologica (Berichte der philologischen Sektion)
9. Els Estudis Romànics (Romanische Studien)
10. Diccionaris i Gramàtiques (Wörterbücher und Grammatiken der katalanischen Sprache)
11. La Fauna de Catalunya (Die Fauna Kataloniens)
12. La Flora de Catalunya (Die Flora Kataloniens)
13. Arxius de l’Institut Ciènces (später: Arxius de la Secció de Ciències) (Archive des Institutes für Naturwissenschaft; ... der Sektion für Naturwissenschaft)
14. Col·lecció de Cursos de Física i Matemàtica (Sammlung Kurse der Physik und Mathematik)
15. Publicacions del Departament de música de la Biblioteca de Catalunya

Das IEC gibt folgende beiden Wörterbücher der katalanischen Sprache heraus:
1. Alcover, Antoni Maria; Moll (Moll i Casanovas):, Francesc de B.: Diccionari Català - Valencià - Balear (DCVB), 10 Bände, Palma de Mallorca 1993, ISBN 84-273-0025-5
2. Institut d’Estudis Catalans:
  1. Diccionari de la Llengua Catalana, Barcelona/Palma/València 1995, ISBN 84-412-2477-3 (Enciclopèdia Catalana), ISBN 84-297-3981-5 (Ediciones 62), 1908 Seiten (gewissermaßen der „Duden“ der katalanischen Sprache)
  2. Diccionari de la Llengua Catalana, Segona Edició, Barcelona 2007, ISBN 978-84-412-1454-5 (Enciclopèdia Catalana), ISBN 978-84-297-5977-8 (Edicions 62), 1762 Seiten (Die zweite deutlich verbesserte und erweiterte Auflage des Standardwerkes)

## Digitalisierung der Bestände durch Google Books
Ende 2006 gaben zwei spanische Institutionen bekannt, dem Verbund der Bibliotheken beizutreten, die Bücher von Google Books digitalisieren lassen: Dies waren die Biblioteca de Catalunya in Barcelona und die Bibliothek der Universidad Complutense Madrid.